# ياسين الشيادي
ياسين خليل عبد الله الشيادي (وُلد في 5 فبراير 1994)، هو لاعب كرة قدم عماني يلعب لصالح نادي السويق.

## المسيرة مع الأندية
في 8 أغسطس 2014، وقّع على عقد لمدة عام واحد مع نادي السويق.

### إحصائيات الأندية
| النادي        | الموسم        | الدوري                 | الدوري  | الدوري | الكأس   | الكأس | قاريًا   | قاريًا | أخرى    | أخرى  | الإجمالي | الإجمالي |
|               |               |                        | مباريات | أهداف  | مباريات | أهداف | مباريات | أهداف | مباريات | أهداف | مباريات  | أهداف    |
| ------------- | ------------- | ---------------------- | ------- | ------ | ------- | ----- | ------- | ----- | ------- | ----- | -------- | -------- |
| نادي السويق   | 2011–12       | دوري المحترفين العماني | –       | 1      | –       | 0     | 0       | 0     | –       | 0     | –        | 1        |
| نادي السويق   | 2013–14       | دوري المحترفين العماني | –       | 0      | –       | 0     | 3       | 0     | –       | 0     | –        | 0        |
| نادي السويق   | المجموع       | المجموع                | –       | 1      | –       | 0     | 3       | 0     | –       | 0     | –        | 1        |
| مجموع المسيرة | مجموع المسيرة | مجموع المسيرة          | –       | 1      | –       | 0     | 3       | 0     | –       | 0     | –        | 1        |

1. ↑  يشمل مشاركاته في كأس الاتحاد الآسيوي

## مسيرة اللاعب
بدأ ياسين الشيادي مسيرته الكروية في نادي السويق العماني، حيث شغل مركز لاعب وسط هجومي. لعب مع الفريق الأول منذ عام 2013، وشارك في عدة مواسم من الدوري العماني للمحترفين، كما خاض مباريات في مسابقات قارية مثل كأس الاتحاد الآسيوي.
تم استدعاؤه لأول مرة للمنتخب الوطني في عام 2014. خاض أول مباراة له مع المنتخب العماني في 30 مايو 2015، في مباراة ودية أمام البحرين. كما شارك مع المنتخب في بطولة اتحاد غرب آسيا 2014.
في عام 2014، انضم إلى صفوف المنتخب العماني تحت 23 سنة، ثم تدرج إلى المنتخب الأول في 2015، وشارك في تصفيات كأس آسيا وكأس الخليج، ولعب مباريات ودية مثل لقاء البحرين في 2015.
وذكرت تقارير أنه وقّع عقدًا احترافيًا مع نادي الشباب العماني، مما يعكس استمراره في تطوير مسيرته داخل الدوري المحلي والمنافسة على مستويات أعلى.

## وصلات خارجية
- ياسين الشيادي  على سكروي
- الملف الشخصي على Goal.com at Archive.is (نسخة محفوظة 16 سبتمبر 2014)
- اللاعب ياسين الشيادي على موقع كووورة.
- الملف الشخصي في دورة الألعاب الآسيوية 2014 at Archive.is (نسخة محفوظة 18 سبتمبر 2014)